# 頑張れ日本!全国行動委員会
頑張れ日本!全国行動委員会（がんばれにっぽん ぜんこくこうどういいんかい、略称: 頑張れ日本）は、日本の政治団体。関連団体として国守衆 全国評議会と新党くにもりが存在する（後述）。

## 概要
「保守の立場に立った政治勢力の結集を見据え、機動的な国民運動を展開する」ための国民運動体として、2010年2月2日に田母神俊雄、水島総らが中心となって結成した。運動方針は、あくまでも「草の根」である一般国民が上位となって世論や国政を動かしていこうといったものであり、日本国民の愛国的決起を目指して「草莽崛起（そうもうくっき）」をスローガンとしている。
結成式では西村眞悟、山田宏、城内実、赤池誠章、馬渡龍治、土屋敬之等の政治家や、富岡幸一郎、福地惇、小山和伸、村田春樹、大高未貴等の言論人が登壇して結成に対する応援演説を行った。また、協賛者の作曲家・すぎやまこういちが、テーマ曲『頑張れ日本』を作曲提供した。
活動の方針説明・予定・呼びかけ・報道は逐次チャンネル桜からテレビ・YouTube・Ustream・ニコニコ動画でインターネット配信および生中継されている。活動原資は草莽全国地方議員の会やチャンネル桜二千人委員会などの後援を受けており、公式サイト上や集会やデモ行進の会場でも有志からの寄付を募っている。

## 活動

### 外国人参政権関連
平成22年2月の結成直後から、日本各地で草莽全国地方議員の会所属の地方議員らと共に外国人参政権付与法案を断固阻止する方針の運動・街宣活動を始める。この法案の推進に積極的な国会議員については落選運動を展開するとした。

### NHK関連
平成21年4月5日にNHK総合で放送された「JAPANデビュー 第1回 アジアの“一等国“」について、「やらせや、事実の歪曲・捏造があり放送法に違反している」、「出演した台湾人の発言を歪曲し歴史を捏造して台湾先住民の名誉を貶めている」として、「JAPANデビュー」に出演した台湾人や視聴者、台湾人約150人を含めた約1万300人が集団訴訟を起こした。第1審(東京地方裁判所)は原告の頑張れ日本側の敗訴(請求棄却)に終わり、判決を不服として東京高等裁判所に控訴した。二審の東京高裁は、NHKが台湾先住民族の女性に対する差別的表現での放送を行い女性の名誉を傷つけたと認定し、NHKに100万円の支払いを命じ、頑張れ日本側が勝訴した。2016年最高裁判所は「差別的な扱いの説明であり原告の父親に対する差別をしているわけではない」と二審判決を破棄、NHKの逆転勝訴となった。

### 尖閣諸島関連
抗議デモ

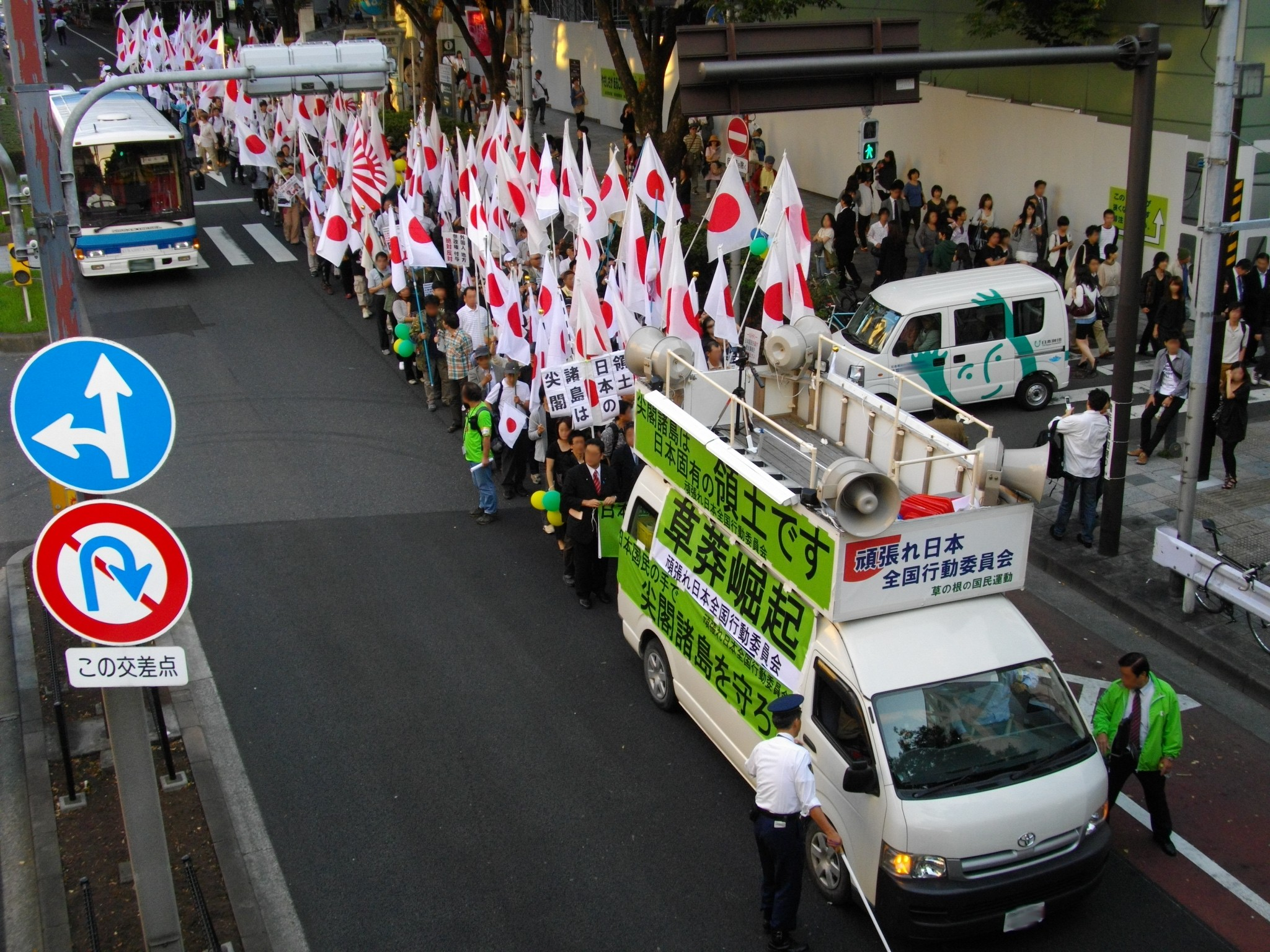
「中国の尖閣諸島侵略糾弾!全国国民統一行動」
（平成22年10月2日）

尖閣諸島中国漁船衝突事件を受けて平成22年10月2日・16日に、「中国の尖閣諸島侵略糾弾!全国国民統一行動デモ」を行った。10月2日の渋谷界隈でのデモには約2,700人が、10月16日の中国大使館やそれに近い六本木ヒルズ界隈でのデモには約3,000人 - 約6,000人が参加し、CNN、ロイター、BBC、AFP、人民網、アルジャジーラなどの日本国外のメディアが、「数千人が集まった日本では珍しい大規模デモである」として大きく報道した。一方、朝日新聞や読売新聞、NHK、共同通信社、時事通信社などの日本国内の主要メディアはこれをほぼ黙殺したため（報道しない自由）、ネット上で疑義と非難の声が上がった。
同年11月6日の4,500人が参加した「尖閣諸島侵略糾弾! 自由と人権 アジア連帯集会＆デモ」 については、それ以前のデモをほぼ黙殺していた日本国内の主要メディアも注目し、NHKは同日夕方のニュースで、産経新聞は11月7日付朝刊の一面で報道した。産経新聞は、初めてデモを経験する多くの家族連れ、主婦、学生の様子を報じている。
同年9月22日には、日本政府による尖閣諸島国有化を受けて中国各都市で大規模で暴力的な反日デモが広がり尖閣諸島の領海や接続水域への中国公船の侵入が相次いだことから、1,400人が尖閣諸島の主権護持を訴えるデモ行進を六本木で行った。その後在日中国大使館を訪れ、抗議活動を繰り広げた。
集団漁業活動
尖閣諸島に対する日本の領有権を強め世論を喚起するために、頑張れ日本が所有する漁船やチャーターした漁船で、尖閣諸島の領海内で計19回の集団漁業活動を行っている。石垣島から出港するこれらの漁業活動では、一般参加者を募集したり、複数の国会議員（民主党の向山好一、森岡洋一郎、高邑勉、自民党の下村博文、西田昌司、平将明）や、東京都議会議員を同行させたこともある。また、これらの漁業活動での釣果を元に参議院議員会館に国会議員を招いて「尖閣の魚を食す会」を開催したこともある。これらの漁業活動中に中国公船「海監」に接近されたこともある。
平成24年8月19日には、「日本の領土を守るため行動する議員連盟」の山谷えり子や長尾敬等の超党派の国会議員8名、複数の地方議員、公式サイトで募集された一般参加者も含めた総勢150名で、魚釣島の領海内で10回目となる集団漁業活動と尖閣諸島戦時遭難事件の洋上慰霊祭をおこなった。このうち茨城県取手市の小嶋吉浩市議や東京都荒川区の小坂英二区議ら5名の地方議員と頑張れ日本のメンバーらの計10名が魚釣島に上陸し尖閣諸島の日本領有をアピールした（日本人活動家尖閣諸島上陸事件）。これについて、尖閣諸島に上陸して慰霊祭を行う予定だったが日本政府から上陸許可申請が認められず、前日の8月18日に石垣島でも慰霊祭を実行していた。
平成26年8月12日、水島総、葛城奈海、長尾敬、永山英樹、地元の漁民らが、海上保安庁による尖閣諸島から1海里規制と徹底した監視の中で漁業活動をした。中国公船3隻が領海侵犯した が、威嚇はなかった。6月以降、2回にわたり水産庁によって石垣市からの出港を阻止されてきた。水産庁幹部は「誤解があった」として謝罪し出港を認めたが、数時間に及ぶヒヤリングは引き続き行われた。

### 民主党関連
平成22年9月21日に「民主党政権・糾弾!国民集会」を主催し、安倍晋三、山田宏、小池百合子、山谷えり子、西田昌司、西村眞悟、西川京子、赤池誠章、すぎやまこういち、増元照明、藤岡信勝、三橋貴明らが登壇し、民主党政権の内政と外交を非難した。
平成22年12月1日に「民主党（菅）内閣倒閣宣言! 12・1国民大集会」を主催し、民主党政権の中国漁船衝突事件への対応や、防衛省施設内での民間人言論統制通達問題、議会開設120年記念式典での民主党の中井洽の秋篠宮夫妻に対する非礼発言を批判するなどした1700人規模のデモ行進を国会議事堂前と民主党本部前で行った。その後に虎ノ門ニッショーホールで開催した集会には、平沼赳夫や山谷えり子などの国会議員、多くの地方議員が登壇し、民主党の政権運営を非難した。
同年12月18日には、「民主党（菅）内閣打倒!皇室冒涜糾弾!中国の尖閣諸島侵略阻止!国民大行動 in 渋谷」を主催し、約4000人が渋谷・原宿界隈をデモ行進した。その後に渋谷駅前で行われた街宣には、12月10日に尖閣諸島に上陸した仲間均・箕底用一石垣市議が登壇し尖閣諸島の主権護持を主張した。

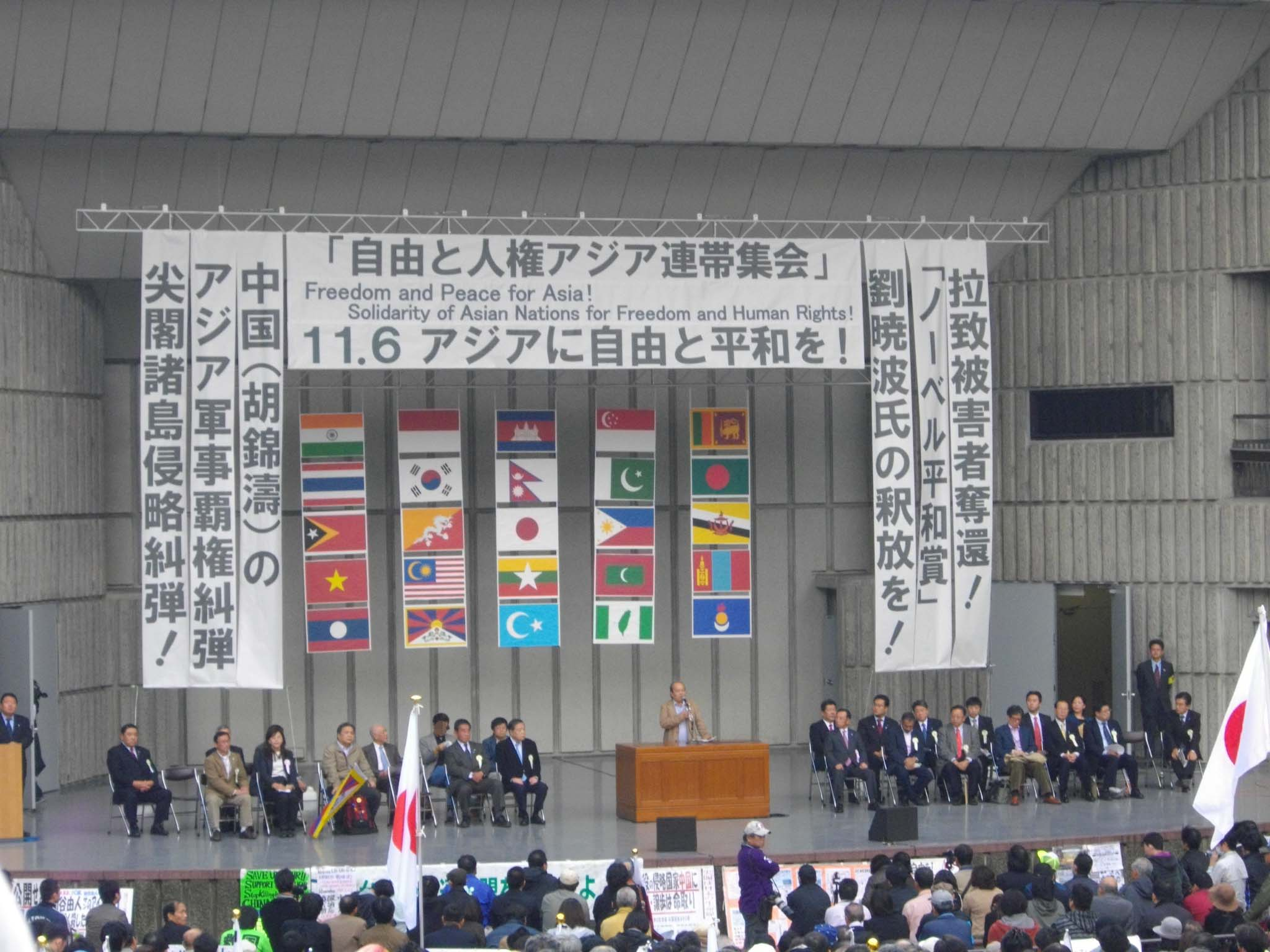
「自由と人権 アジア連帯集会」
（平成22年11月6日）

平成23年11月4日には、「TPP絶対阻止!国会大包囲!国民行動」を主催し、稲田朋美ら反対派の議員と共に野田内閣に抗議活動をした。

### 中国関連
中国に対しては、尖閣関連のデモ以来、「自由と人権 アジア連帯集会」（平成22年/2010年11月6日）を開催するなどチベット・ウイグル・台湾・南モンゴル・満州の各民族や各支援者らと共に抗議活動をしており、中国の国家主席や総理ら高官が訪日すると行なわれる。

### フジテレビ関連
平成23年9月19日の同会主催のデモでは、「（フジテレビが）ボロボロの国旗を掲げている」として抗議し、国旗を交換するよう要求。「フジテレビ側が最初は了承しながら最終的には拒否した」（フジテレビには新品の国旗があった事が判明したと同団体では主張している）とみなした同会の会員らが、強行的に国旗の交換を実施しようとし、警備員とのあいだで小競り合いになった。最終的に同会の用意した国旗が掲揚されたが、この際に国旗をつかんで引っ張り、一部を破損したとして、警視庁公安部は、同会の会員らを暴力行為等処罰法違反容疑で書類送検した。

### 他団体との関係
尖閣諸島中国漁船衝突事件以来、反中・中国の少数民族（台湾も含め）を支援する日本ウイグル協会（東トルキスタン支援団体）・日本李登輝友の会（台湾独立支援団体）・台灣建國應援團（台湾独立支援団体）・モンゴル自由連盟党（南モンゴルの支援団体）・内モンゴル人民党（南モンゴルの支援団体）とデモや抗議活動を共同で行っており、協力関係を組んでいる。

### 安倍晋三との関連
自民党が政権与党に復帰し、安倍も首相に再任された第46回衆議院議員総選挙の際には、安倍が総裁を務める自民党を「安倍救国内閣」と銘打ち、日比谷野外音楽堂で大規模集会を開いた。多くの言論人および安倍も登場し、民主党への糾弾と自民党の与党復帰を支持・目指す内容の演説をおこなった。
安倍政権を支持する立場を取っているが、アベノミクス第三の矢に顕著な新自由主義的経済政策 や消費税増税、移民政策および外国人労働者大量受け入れ政策等に批判的であり、反対運動を行っている。

### 渋谷区・同性パートナーシップ条例への反対
同性カップルに「結婚に相当する関係」を認める条例案「同性パートナーシップ条例」が渋谷区議会に提出された事を受け、2015年3月10日に条例案に反対する抗議デモを渋谷区役所周辺などで行った。「家族制度が崩壊する」「むしろ迷惑に感じている同性愛者もいる」「ろくな議論も経ずに条例を通そうとしている」などとして抗議するも、3月31日に条例案は渋谷区区議会本会議で賛成多数で可決し、成立した。

## 組織
東京都渋谷区に中央本部を置き、日本各地に支部を設置している。田母神俊雄が会長を務めていたが、2014年8月31日に「一身上の都合」で辞任。
2018年現在の党員数は42人である。

### 役員・幹事
- 幹事長 - 水島総
- 事務局長 - 植松和子（元函南町議会議員）
- 文化会議議長 - 井尻千男
- 常任幹事 - 上田典彦、大峡昇、永山英樹、新垣敬輝、菱倉義成、松浦威明[36]、三輪和雄、渡辺康

### 支部・友誼団体一覧
| 地域           | 名称                                        | 主要人物                                                                                          |
| -------------- | ------------------------------------------- | ------------------------------------------------------------------------------------------------- |
| 北海道         | 頑張れ日本!全国行動委員会・北海道本部       | 田下昌明・川田ただひさ・中村憲由樹・砂澤陣・佐藤宏光                                              |
| 茨城県         | 頑張れ日本!全国行動委員会・茨城県本部       | 鈴木亮寛・木本信男・斎藤雅之・鈴木光徳                                                            |
| 栃木県         | 頑張れ日本! 全国行動委員会・栃木県本部      | 稻寿・増渕賢一・須田政男                                                                          |
| 群馬県         | 頑張れ日本!全国行動委員会・群馬県支部       | 伊藤純子・寺林祥雅・工藤憲一・長浜浩明・松本得斉                                                  |
| 埼玉県         | 頑張れ日本!全国行動委員会・埼玉県本部       | 永山英樹・荻野光男・宮内貞守                                                                      |
| 東京都荒川区   | 頑張れ日本!全国行動委員会 東京・荒川支部    | 浅川喜文・小坂英二・潮匡人・田口賀都子                                                            |
| 新潟県         | 頑張れ日本!全国行動委員会新潟県本部         | 田中茂樹                                                                                          |
| 福井県         | 頑張れ日本!全国行動委員会・福井県支部       | 椿原泰夫・伊藤洋一・方橋助次郎・堀田達也 佐々木賢治・藤井孝・三木健一・島崎宗勝・風谷憲泰         |
| 山梨県         | 頑張れ日本!全国行動委員会山梨県本部         | 赤池誠章                                                                                          |
| 岐阜県多治見市 | 頑張れ日本!全国行動委員会・岐阜県多治見支部 | 小笠原秀春                                                                                        |
| 愛知県         | 頑張れ日本!全国行動委員会・愛知県本部       | 塚本三郎・榊原周治・林玲子                                                                        |
| 三重県四日市市 | 頑張れ日本!全国行動委員会・三重県四日市支部 | 坂本宏一                                                                                          |
| 京都府         | 頑張れ日本!全国行動委員会 京都府本部        | 秋田公司・片山誠治・椿原泰夫・桑瀬勝朗・能勢雅之 西山傑・久保田重男・谷田川惣・冨高景子・重富和幸 |
| 兵庫県姫路市   | 頑張れ日本!全国行動委員会・姫路支部         | 前川英昭                                                                                          |
| 奈良県         | 頑張れ日本!全国行動委員会奈良               | 大久保博一・佐藤一彦・大坪宏通                                                                    |
| 岡山県         | 頑張れ日本!全国行動委員会岡山               | 和気健・石井雅之・西川晃男・齊藤忠文                                                              |
| 香川県         | 頑張れ日本!全国行動委員会・香川県本部       | 亀山巧・藤澤猛                                                                                    |
| 秋田県         | 頑張れ日本!秋田応援団                       | 小松信一                                                                                          |
| 山形県         | 頑張れ日本!全国行動委員会、山形庄内支部     | 佐藤昭夫                                                                                          |
| 福島県         | 頑張れ日本! 福島応援団                      | 鈴木啓弘                                                                                          |
| 島根県         | 頑張れ日本! 島根応援団                      | 竹内重臣                                                                                          |
| 福岡県         | 頑張れ日本! 福岡・小郡応援団                | 仏坂博泰                                                                                          |

## 国守衆 全国評議会
国守衆 全国評議会(くにもりしゅう ぜんこくひょうぎかい)とは、2019年に設立された政治団体。事務所を東京都渋谷区渋谷1-1-16 若草ビルA館1Fに置く。発起人は水島総。全国各地で活動する「国守」という会員たちの集合体を自称する。本物の日本保守勢力の形成を戦略的に目指して「日本保守党」の結成を視野に活動をするという。事務所は頑張れ日本や日本文化チャンネル桜の事務所と同じ住所である。